# トマス・ヴィジー (初代ド・ヴェシー子爵)

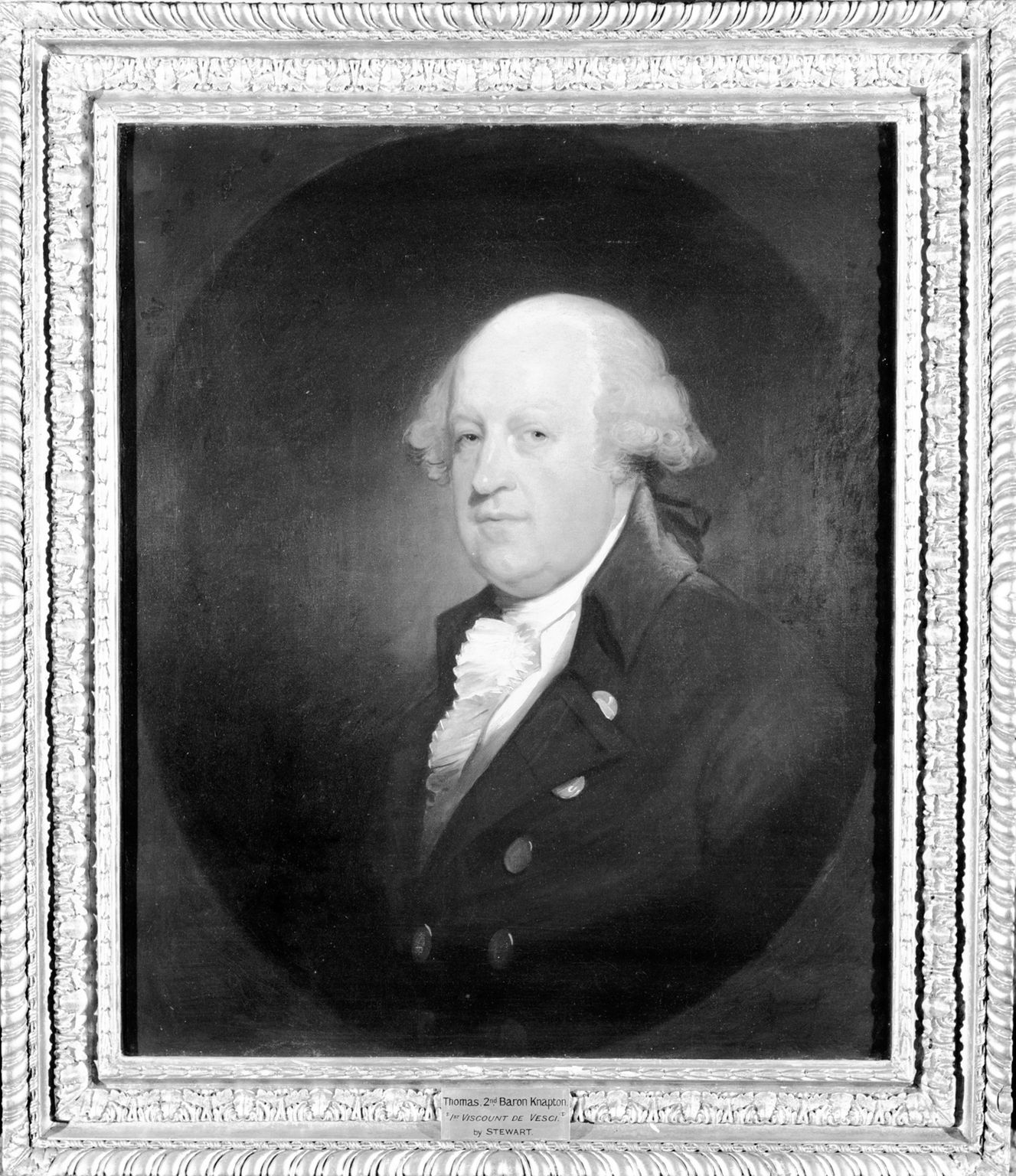
ギルバート・ステュアートによる肖像画、1775年。

初代ド・ヴェシー子爵トマス・ヴィジー（英語: Thomas Vesey, 1st Viscount de Vesci、1735年ごろ – 1804年10月13日）は、アイルランド貴族。

## 生涯
初代ナプトン男爵ジョン・デニー・ヴィジーと妻エリザベス（Elizabeth、旧姓ブラウンロー（Brownlow）、1786年8月9日埋葬、ウィリアム・ブラウンローの娘）の息子として、1735年ごろに生まれた。1753年6月2日、ダブリン大学トリニティ・カレッジに入学した。
1761年7月25日に父が死去すると、ナプトン男爵位を継承、10月22日にナプトン男爵としてアイルランド貴族院議員に就任した。1776年7月19日、アイルランド貴族であるクイーンズ・カウンティにおけるアビーリークスのド・ヴェシー子爵に叙された。1778年3月11日、ド・ヴェシー子爵としてアイルランド貴族院議員に就任した。
1804年10月13日にアビーリークスで死去、息子ジョンが爵位を継承した。

## 家族
1769年4月24日、セリナ・エリザベス・ブルック（Selina Elizabeth Brooke、初代準男爵サー・アーサー・ブルックの娘）と結婚、3男2女をもうけた。
- ジョン（1771年2月15日 – 1855年10月19日） - 第2代ド・ヴィシー子爵[2]
- アーサー（1773年3月3日 – 1832年12月5日） - 1810年、シドニー・ジョンストン（Sydney Johnstone、1860年7月13日没、エドワード・ジョンストンの娘）と結婚、子供あり[6]
- チャールズ（1784年 – 1826年） - 生涯未婚[6]
- エリザベス - 生涯未婚[6]
- セリナ - 1800年、アンドルー・サヴェージ・ニュージェント（Andrew Savage Nugent、1846年2月没）と結婚[6]